# Steven Amiez
Steven Amiez (7 settembre 1998) è uno sciatore alpino francese.

## Biografia
Slalomista puro originario di Pralognan-la-Vanoise, è figlio di Sébastien e di Béatrice Filliol, a loro volta sciatori alpini; attivo in gare FIS dal dicembre del 2014, Amiez ha esordito in Coppa Europa il 25 gennaio 2018 a Chamonix (45º) e in Coppa del Mondo il 26 gennaio 2020 a Kitzbühel, senza completare la prova. Il 23 febbraio 2022 ha conquistato ad Almåsa la prima vittoria, nonché primo podio, in Coppa Europa; ai Mondiali di Courchevel/Méribel 2023, suo esordio iridato, si è piazzato 27º e a quelli di Saalbach-Hinterglemm 2025 è stato 7º nello slalom speciale e 12º nella combinata a squadre. Non ha preso parte a rassegne olimpiche.

## Palmarès

### Coppa del Mondo
- Miglior piazzamento in classifica generale: 34º nel 2025

### Coppa Europa
- Miglior piazzamento in classifica generale: 14º nel 2023
- 7 podi:
  - 3 vittorie
  - 1 secondo posto
  - 3 terzi posti

#### Coppa Europa - vittorie
| Data             | Località     | Paese  | Specialità |
| ---------------- | ------------ | ------ | ---------- |
| 23 febbraio 2022 | Almåsa       | Svezia | SL         |
| 15 dicembre 2022 | Obereggen    | Italia | SL         |
| 17 dicembre 2023 | Val di Fassa | Italia | SL         |

Legenda:

SL = slalom speciale

### Campionati francesi
- 5 medaglie:
  - 1 oro (slalom speciale nel 2020)
  - 4 argenti (slalom speciale nel 2022; slalom speciale nel 2023; slalom speciale nel 2024; slalom speciale nel 2025)